# Георги Търновалийски
Георги Търновалийски е български икономист и политик от партия БСП.

## Биография
Георги Ченков Търновалийски е роден на 24 юли 1963 г. в село Генерал Николаево, днес квартал на град Раковски. През 1981 г. завършва Търговската гимназия в Пловдив. През 1988 г. се дипломира във ВИНС – Варна. Магистър е по икономика и счетоводство. Владее английски и руски.
След дипломирането си започва да работи като икономист в КЦМ – Пловдив. С основаването на Данъчна администрация през 1991 г., Търновалийски започва да работи в териториалната дирекция в Пловдив, като заема длъжности от най-ниското до най-високото ниво. Четири години е директор на Националната агенция за приходите. Дългогодишен председател на Училищното настоятелство на Търговската гимназия в Пловдив.
През октомври 2010 г. е назначен за зам.-кмет на Община Пловдив от квотата на БСП, с ресор „Европейски политики и социални дейности“, по време на мандата на кмета Славчо Атанасов. На местните избори през 2011 г. е кандидат за кмет на Пловдив, но не успява да стигне до балотаж. Търновалийски е избран за общински съветник и за зам.-председател на Общинския съвет.
През 2014 г. е назначен за зам-министър на финансите в кабинета на Пламен Орешарски. През октомври 2014 г. е избран за народен представител. Депутат е в XLIII и XLIV народно събрание. От 9 май 2016 до 25 януари 2017 е секретар на парламентарната група на „БСП лява България“. Член е на ВС на БСП.
Женен е, има двама сина.